# Urne der Brautleute

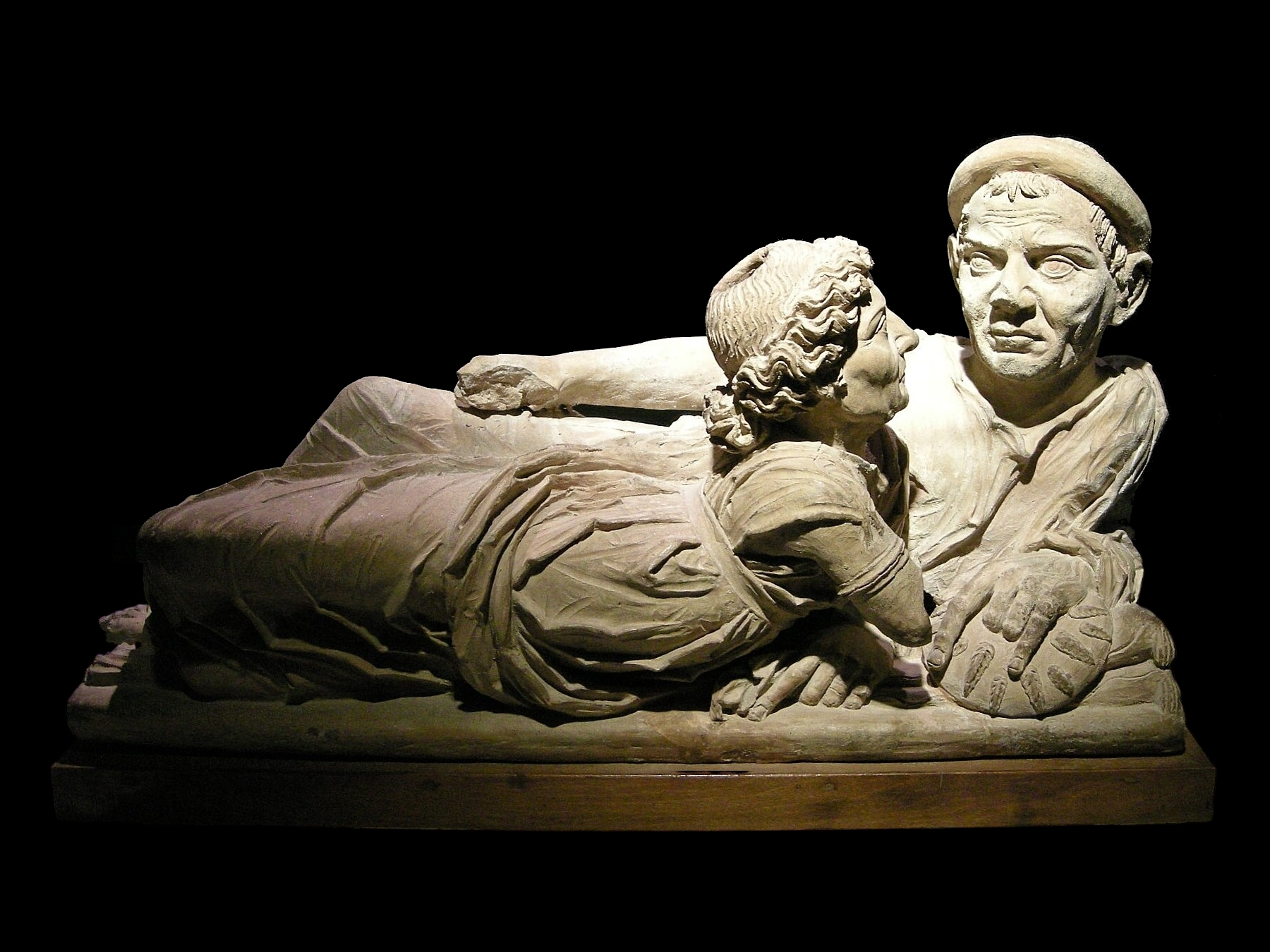
Urne der Brautleute aus Volterra

Die Urne der Brautleute oder auch Urne des Ehepaares (italienisch Urna degli sposi) ist ein etruskisches Artefakt aus der hellenistischen Periode der etruskischen Kunst und zählt zu den bedeutendsten Kunstwerken der etruskischen Sepulkralkultur. Die Skulptur befindet sich heute im Museo Etrusco Guarnacci in Volterra.

## Beschreibung

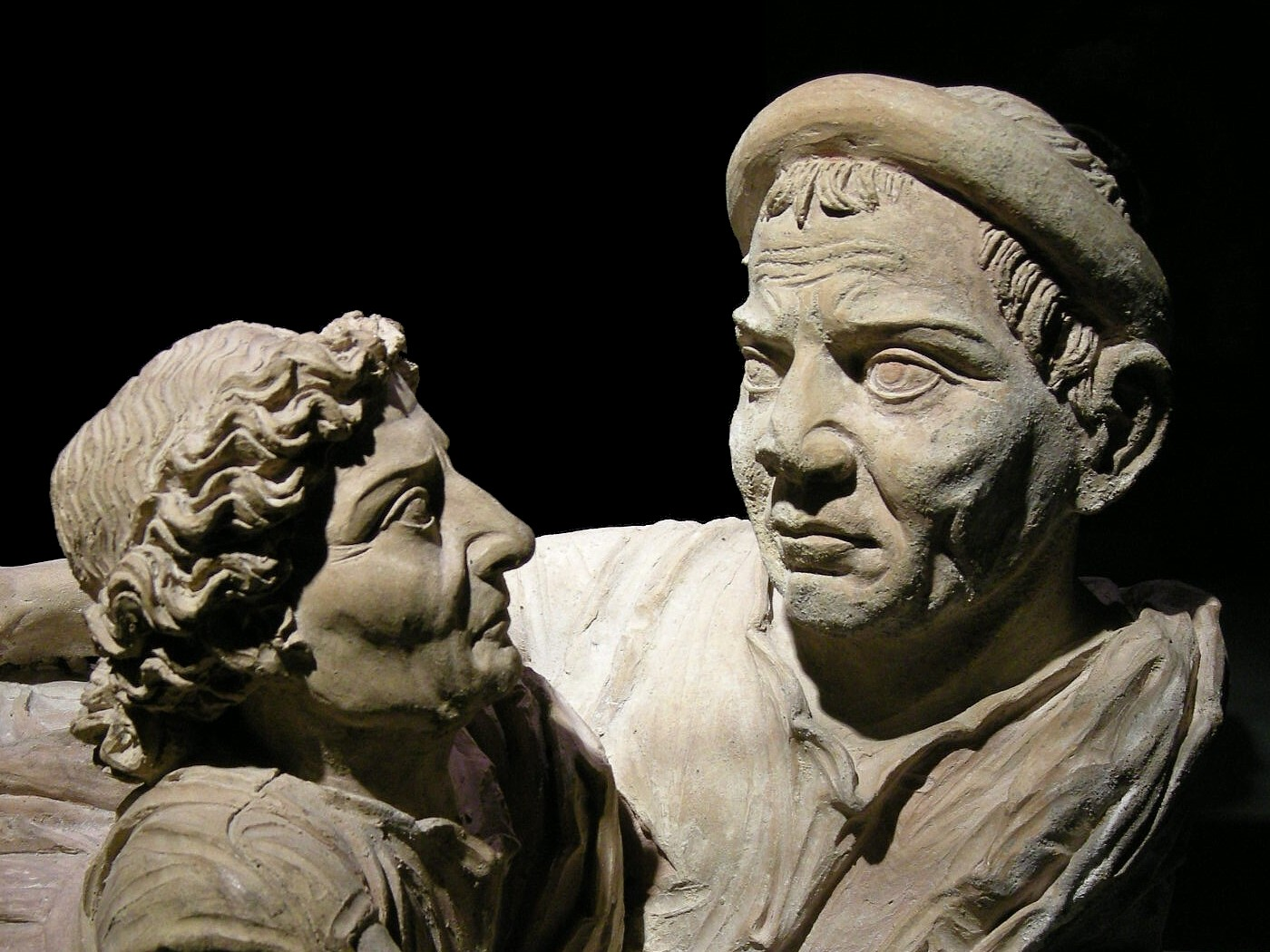
Detailansicht mit den Eheleuten

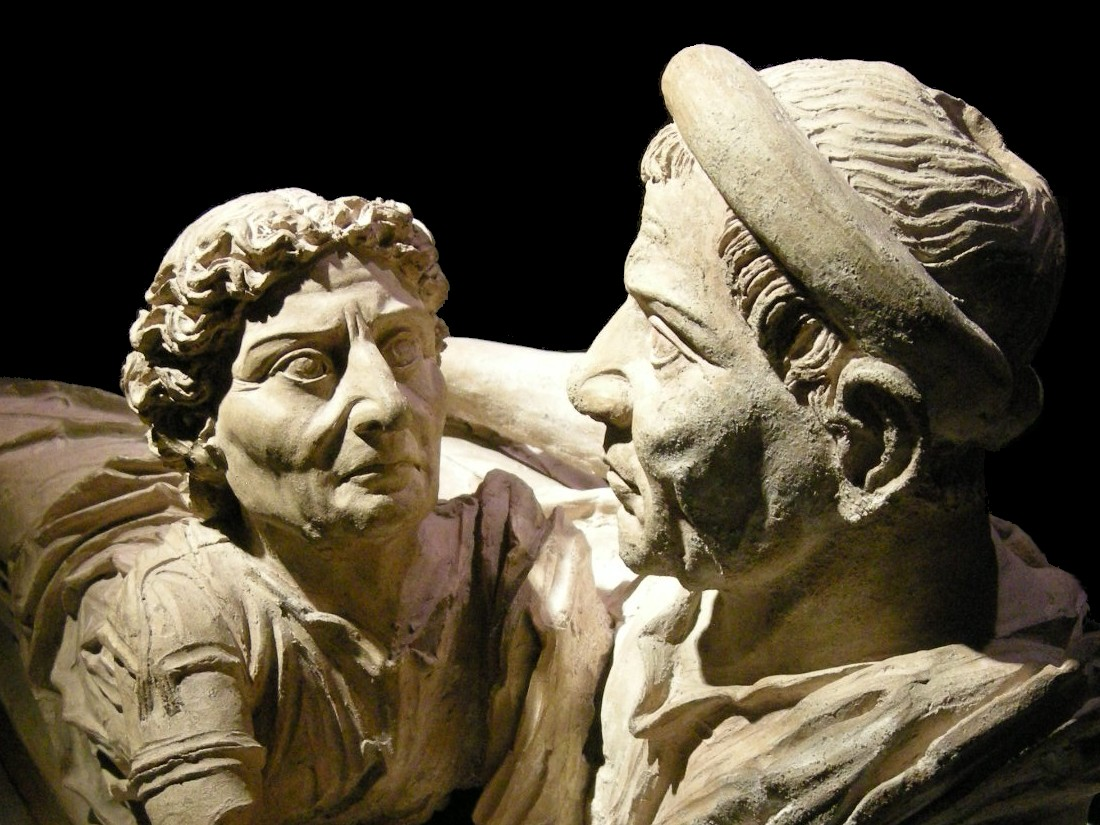
Detailansicht mit den Eheleuten

Der Bezeichnung des Kunstwerks als Urne ist etwas irreführend, da von der Bestattungsurne nur der Deckel mit Länge 71 cm, Breite 34 cm und Höhe 41 cm erhalten geblieben ist. Das ursprüngliche Behältnis für die Asche der Verstorbenen dürfte ein oben offener Quader mit etwa denselben Ausmaßen gewesen sein. Da der noch vorhandene Deckel aus Terrakotta angefertigt wurde, kann man davon ausgehen, dass auch das verloren gegangene Behältnis aus Terrakotta bestand.
Der Deckel zeigt ein Ehepaar, das auf einem Liegesofa Platz genommen hat. Der Mann lehnt mit dem linken Arm auf einem Kissen und ist mit Kopf und Oberkörper dem Betrachter zugewandt. Seine linke Hand liegt auf einem zweiten Kissen. Mittel- und Ringfinger der Hand sind abgewinkelt. Sein rechter Arm ruht seitlich ausgestreckt auf seinem Oberkörper. Die rechte Hand ist nicht erhalten geblieben. Er trägt auf dem Kopf eine breite Stirnbinde. Sein Haupthaar ist kurz, Ohren und Stirn sind frei, Barthaar ist keines vorhanden. Die Frau dagegen liegt auf dem Bauch, so dass sie für einen Betrachter vor der Längsseite des Deckels im Profil zu sehen ist. Ihr rechter Unterarm fehlt, von der linken Hand sieht man an der Vorderseite des Deckels die abgewinkelten Finger, nur der Zeigefinger ist ausgestreckt. Die Haare der Frau sind kunstvoll in Wellen gelegt.
Die Gesichter sind mit einem bemerkenswerten Realismus dargestellt. Das Ehepaar ist im fortgeschrittenen Alter, ihre Gesichter sind von deutlichen Falten gezeichnet. Die Kleidung der Ehepartner, insbesondere der Faltenwurf, ist mit einer großen Detailgenauigkeit und Kunstfertigkeit ausgearbeitet, ebenso die Gesichtszüge und der Ausdruck der Augen. Sie hat ihren Blick auf ihren Mann gerichtet. Ihre Blicke treffen sich aber nicht, sondern kreuzen sich nur, da der Mann an seiner Frau vorbei in die Ferne blickt.

## Hintergrund

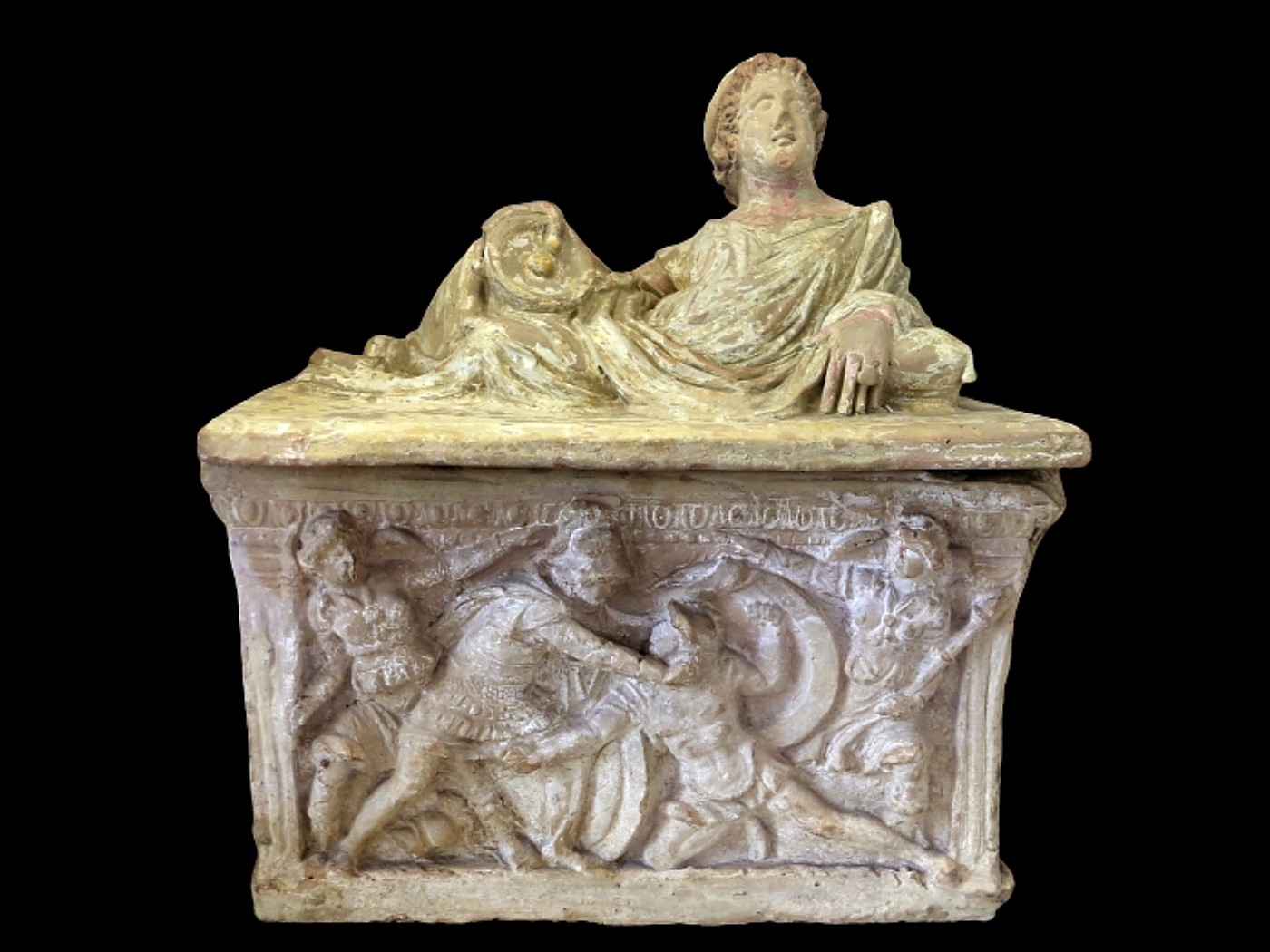
Terrakotta-Bestattungsurne aus Volterra

Volterra, etruskisch Velathri, war eine der bedeutendsten Etruskerstädte und gehörte zum Zwölfstädtebund. Vorwiegend in dieser Gegend wurden Begräbnisurnen angefertigt, die aus einem kleinen Sarkophag mit Deckel bestanden. Das Gehäuse fungierte als Aschebehälter, der Deckel zeigte die figurative Darstellung von Einzelpersonen oder Ehepaaren. Im Gegensatz zu früheren Epochen, in denen sich das Interesse auf die obere Hälfte der Figuren konzentrierte, sind die Körper vollständig plastisch ausgestaltet. Ganz frühe Urnen aus dem 4. Jahrhundert v. Chr. besitzen eine einfache Platte als Abdeckung. Die meisten Urnen sind aus Alabaster gefertigt, einem gipsartigen Werkstoff, der dem Marmor ähnelt, aber einfacher zu bearbeiten ist.
Ungewöhnlich an der Urne der Brautleute ist die Anfertigung aus Terrakotta, einer unglasierten Tonware aus Tonmineralen. Terrakotta fand im nördlichen Etrurien eher selten Verwendung. Der Ton ermöglicht aber im Gegensatz zur Steinware eine Ausarbeitung genauester Details, die normalerweise vor dem Brennen erfolgt. Bei der Urne der Brautleute wurden Bearbeitungen mit einem Werkzeug erst nach dem Brand durchgeführt. 
Die Verstorbenen sind anlässlich eines Banketts auf einem Liegesofa (Kline) dargestellt. Das Bankett war ein wichtiges gesellschaftliches Ereignis zur wirtschaftlichen und sozialen Distinktion, an dem in Etrurien auch Frauen teilnahmen konnten, was Griechen und Römer gleichermaßen empörte. Da Inschriften meist auf dem unteren Teil der Urne angebracht waren und dieser Teil der Grabplastik verloren gegangen ist, kann nicht mehr festgestellt werden, welchen Namen die Verstorbenen trugen und welche gesellschaftliche Position sie innehatten.
Die Datierung der Bestattungsurne ist unsicher und umstritten. Die Ansätze reichen vom späten 3. Jahrhundert bis in das 1. Jahrhundert v. Chr. Denkbar ist, dass die Grabplastik aus der älteren Periode der Urnenherstellung zwischen dem 3. und dem 2. Jahrhundert v. Chr. stammt. In dieser Periode wurde gelegentlich Terrakotta verwendet und auf dem Urnendeckel stellte man auch Ehepaare dar. Zahlreiche Details weisen aber darauf hin, dass dieses Grabmonument nicht zu einer standardisierten Produktion gehört, sondern auf besonderen Wunsch eines Auftraggebers angefertigt wurde. Vor allem die realistischen Porträts der Verstorbenen legen eine spätere Entstehungszeit nahe. Die Urne könnte daher auch im 1. Jahrhundert v. Chr. nach dem Willen des Auftraggebers im Stil der Vorfahren angefertigt worden sein.